# Courageous
Courageous è un film statunitense del 2011 di Alex Kendrick, un pastore battista. Il film, divenuto subito un successo negli Stati Uniti, ha poi vinto il Grand Prix Speciale della Giuria al Festival di Cannes del 2012.

## Trama
Il film tratta di un gruppo di quattro poliziotti di Albany, in Georgia, dei quali due sono cristiani, legati nella fede alla Divina Provvidenza e ben impegnati sul fronte professionale, ma con alcune difficoltà nel rapporto con i figli; gli altri due invece sono più lontani dalla religione, uno è divorziato e l'altro ha abbandonato la fidanzata dopo averla messa incinta: infatti, quando poi è nata sua figlia, lui era sparito.
Le vicende professionali e familiari dei quattro si intrecciano e si alternano tra difficoltà piccole e grandi in un quadro molto realistico. Il momento di massima tensione psicologica della vicenda è quando Adam, il protagonista, perde sua figlia: la profonda crisi di dolore mette a dura prova tutta la sua famiglia, ed i silenzi e le incomprensioni del periodo precedente si trasformano però poi in dialogo, pianto e reciproco conforto.
In questo momento di durissima prova la vita di Adam ha una svolta di conversione: la sua fede risvegliata dal dolore lo spinge ad una completa conversione e all'idea di scrivere un suo decalogo familiare, un codice di comportamenti per il "buon padre di famiglia" che è un impegno per sé, e poi, parlando con i suoi amici (e suoi colleghi), convince anche questi decidono di fare lo stesso.
Il decalogo nei fatti è un codice spirituale dove si impegnano ad amare e rispettare le rispettive famiglie secondo la Volontà di Dio. A loro quattro durante lo svolgimento del film si aggiunge un quinto, che è uno sfortunato e disperato immigrato ispanico con famiglia, pieno di Fede, ma con le tasche vuote e senza lavoro. Anche lui fa proprio il decalogo di Adam. E questo, come un segno del Cielo, gli salva poi, per correttezza e onestà, il posto di lavoro permettendogli addirittura un miglioramento di carriera. Ma il rispetto del decalogo si rivela tutt'altro che facile e tutti sono messi a dura prova davanti alla propria coscienza (e davanti a Dio). Tutti, tranne uno, superano le prove che li aspettano. Ed anche quest'ultimo, quello divorziato, che aveva rubato della droga sequestrata al dipartimento di polizia e finisce in galera, trova scavando dentro di sé gli elementi di un ravvedimento ed il bisogno di un percorso di cambiamento interiore profondo. Adam è li pronto ad aiutarlo. Dei quattro l'elemento più giovane e più debole del gruppo, quello che era fuggito, lasciando figlia e fidanzata, trova nel rispetto del "decalogo del buon padre" il coraggio di affrontare le sue responsabilità e torna sui suoi passi. E la sua crescita umana, come prospettiva della famiglia in cui si ritroverà, corrisponde alla sua crescita professionale dove finalmente smette di essere una recluta e diventa un serio e affidabile poliziotto.
Il film svela caratteri e personalità ben definiti tra i bisogni, i sogni, le speranze e le possibilità reali di ciascun personaggio. Il film, indipendentemente dall'opinione personale di chi lo guarda, si basa su fatti e circostanze della realtà che gli danno spessore.

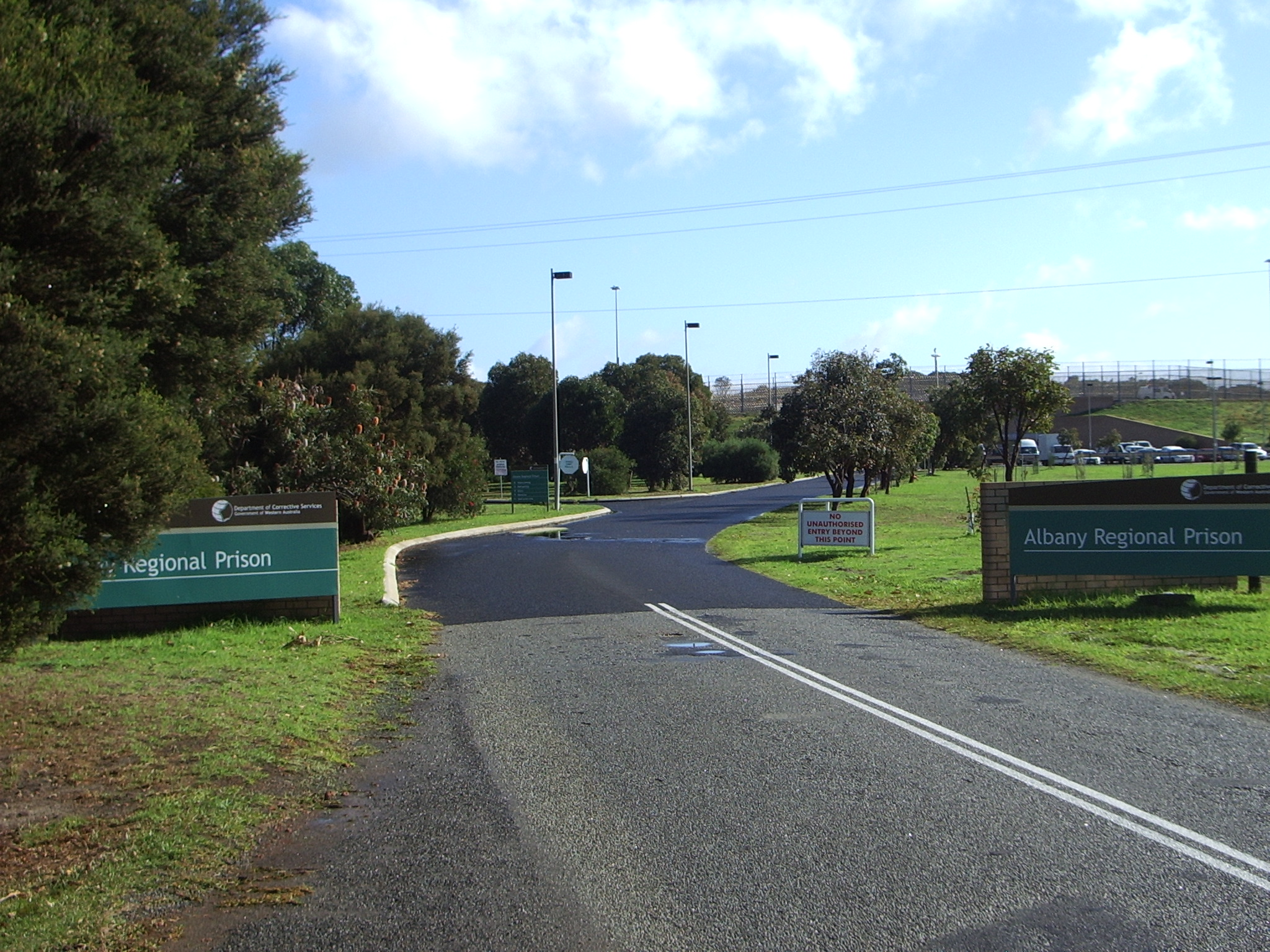
Strada d'arrivo alla prigione di Albany, dove sono state girate alcune scene del film

## Produzione

### Titolo
A dispetto del titolo Courageous, ossia Coraggiosi, che potrebbe far pensare al coraggio dei poliziotti legate al loro mestiere di contrasto al crimine, in realtà il film è incentrato sul "coraggio" di assumersi le proprie responsabilità (e le relative difficoltà e soddisfazioni) nel ruolo di essere padri nel contesto familiare.

### Riprese
Le riprese principali del film, iniziate il 26 aprile 2010 e concluse il 25 giugno dello stesso anno, si sono svolte per la maggior parte ad Albany e nella contea di Dougherty, in Georgia.

## Distribuzione
Il film è uscito nelle sale cinematografiche statunitensi il 30 settembre 2011, per poi essere ridistribuito esattamente 10 anni dopo, il 30 settembre 2021, in onore dell'anniversario.

### Mass media
Il film è stato distribuito in Blu-ray e DVD a partire dal 17 gennaio 2012, diventando subito numero uno di vendite negli Stati Uniti secondo The Hollywood Reporter.

### Divieti
Nel 2010, la Motion Picture Association ha limitato la visione del film con un indice di divieto corrispondente a PG-13 (vietato ai minori di 13 anni), per via di "alcuni contenuti di violenza e droga", facendo diventare così Courageous il primo film della Sherwood Pictures a ricevere una valutazione PG-13.

## Accoglienza

### Incassi
Il film nel complesso mondiale ha incassato oltre $ 35 milioni, superando di quasi 17 volte il suo budget originale (di circa 2 milioni): battendo tutti e tre i film di Hollywood usciti nella sua stessa settimana d'apertura (50 e 50, (S)ex List e Dream House), addirittura si posiziona al terzo posto per l'incasso più alto di tutti i tempi tra i film cristiani, dietro solo a La passione di Cristo e i tre film della saga Le cronache di Narnia.

### Critica
A livello di pubblico, negli Stati Uniti il film è stato un vero e proprio successo, ancora oggi è in distribuzione in parecchi paesi di tutto il mondo; al contrario, il New York Times ha completamente stroncato il progetto.
Sul sito web Rotten Tomatoes il film riceve il 36% delle recensioni professionali positive, con un voto medio di 4,8/10, basato su 22 recensioni; il consenso critico del sito recita: "Sebbene la regia sia abbastanza competente, Courageous è nel complesso privo di valori per chiunque non creda in una fede".
Anche su Metacritic, il film ottiene un punteggio medio di 42 su 100, basato su 10 recensioni, indicando "recensioni contrastanti o nella media"; mentre il pubblico intervistato da CinemaScore ha assegnato al film un raro voto pieno di "A+" su una scala da A+ a F.
Scrivendo per l'Orlando Sentinel, Roger Moore ha offerto al film una recensione puramente mediocre, dicendo che "il film va ben oltre il suo climax drammatico, infatti quando lo finisci ti senti vicino alla fine!". Infine, l'The Hollywood Reporter ha affermato che il film ha dimostrato la "crescente esperienza come registi dei fratelli Kendrick con la sua abile mix di dramma commovente, commedia leggera e diverse sequenze d'azione impressionanti, tra cui un inseguimento a piedi ben montato e una straziante sparatoria tra poliziotti e cattivi".

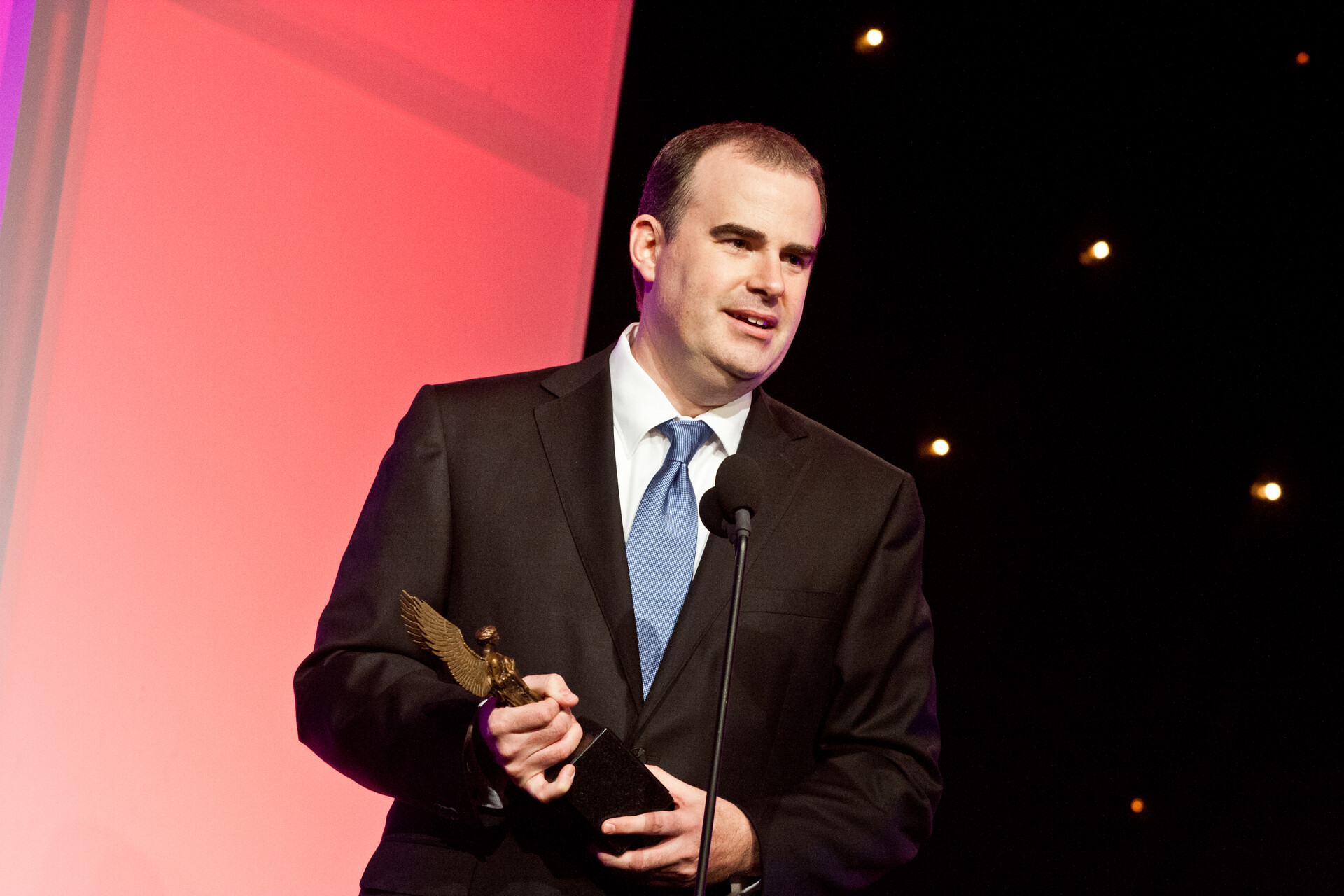
Alex Kendrick per il film riceve il Movieguide Award alla miglior performance

## Riconoscimenti
- 2012 - Festival di Cannes
  - Grand Prix Speciale della Giuria a Alex Kendrick
  - Candidatura per la Palma d'oro al miglior film a Alex Kendrick
- 2012 - Movieguide Awards[14]
  - Miglior performance a Alex Kendrick

## Curiosità
- Nella scena in cui si vede Adam Mitchell sul divano con la figlia, sulla TV di fronte scorrono le scene di un altro film dello stesso regista, Fireproof.